# The Evil Dead
The Evil Dead là một bộ phim kinh dị Mỹ sản xuất năm 1981 dưới bàn tay của đạo diễn nổi tiếng Sam Raimi. Bộ phim kể về câu chuyện kinh hoàng của nhóm 5 sinh viên khi họ có kỳ nghỉ hè tại một khu rừng già ở Morristown, bang Tennessee, sau khi một thành viên trong nhóm đã vô tình mở chiếc máy ghi âm và từ đó giải thoát những linh hồn từ sâu trong rừng thẳm.
Ban đầu Sam Raimi và các thành viên đoàn làm phim thực hiện một bộ phim ngắn mang tên "Within the Woods", nó đã gây được tiếng vang cho các nhà đầu tư, qua đó thu hút được 90.000 đô la tiền ngân quỹ ban đầu để thực hiện được bộ phim.
Mặc dù với nguồn kinh phí thấp nhưng nó đã thu hút được sự quan tâm từ nhà sản xuất Irvin Shapiro, người đã mang bộ phim đến Liên hoan phim Cannes 1982. Ngay cả tác giả tiểu thuyết kinh dị lừng danh Stephen King cũng phải tỏ ra vô cùng ấn tượng về bộ phim, điều này đã giúp thuyết phục hãng New Line Cinema làm nhà phân phối, bộ phim thu về 2,4 triệu đô la riêng tại Mỹ, và 29,4 triệu đô la cho tổng doanh thu trên toàn thế giới, bộ phim đều nhận được những phản hồi có cánh kể từ trước và sau khi phát hành. The Evil dead đã nổi lên như là một trong những bộ phim đình đám nhất và được mô tả là một trong những bộ phim kinh dị vĩ đại nhất mọi thời đại, một trong những bộ phim có ngân quỹ độc lập thành công nhất. Bản thân bộ phim đã làm bệ phóng cho tên tuổi của đạo diễn Sam Raimi và diễn viên Bruce Campbell, cả về sau này khi họ vẫn gắn bó với nhau trong nhiều dự án phim.
Sự thành công của bộ phim cũng kéo theo sự ra đời của 2 phần tiếp theo là Evil Dead 1987 và Army of Darkness 1992 được viết và đạo diễn bởi Sam Raimi, nó cũng tạo ra một thương hiệu về truyền thông với các Game Video, truyện tranh và phim truyền hình. Bộ phim thứ 4, làm lại với tác phẩm cùng tên Evil Dead phát hành vào năm 2013, nhưng lần này Sam Raimi chỉ ở vai trò nhà sản xuất cùng với Bruce Campbell, ngoài ra còn có loạt phim truyền hình Ash vs Evil Dead.

## Nội dung
5 sinh viên đại học bang Michigan gồm Ash Williams, Linda, Cheryl, Scott, Shelly có kỳ nghỉ hè tại một cabin cô lập ở vùng nông thôn Morristown, bang Tennessee.
Khi đến gần cabin cả nhóm nhận thấy những hiện tượng kỳ lạ xảy ra như chiếc xích đu tự chuyển động nhưng đột nhiên ngừng lại khi Scott chạm vào tay nắm cửa, đến lượt Cheryl vẽ một bức tranh về chiếc đồng hồ thì đột nhiên đồng hồ ngừng quay và đổ một hồi chuông, một giọng nói kỳ quái ở đâu phát ra và bàn tay Cheryl như bị ai đó ra lệnh vẽ một bức tranh có hình ảnh ma quái trên một bìa sách.
Đêm xuống cả nhóm phát hiện một căn hầm. Shelly, linda và Cheryl vẫn ở trên lầu canh trừng trong khi Ash và Scott quyết định xuống dưới thăm dò. Họ tìm thấy một chiếc máy thu âm cùng một cuốn sách có bìa cứng hình ma quái.
Scott và Ash cảm thấy hứng thú với những món đồ và họ đem lên lầu khám phá, Ash ngồi giở nhưng trang sách bí ẩn trong khi Scott mở chiếc máy thu âm vô tình đọc những câu thần chú giải thoát những thế lực ma quỷ, mọi thứ trở lên đáng sợ khi Cheryl hét lên để Scott tắt chiếc máy thu âm, bất chợt một cành cây bị đổ đã phá vỡ chiếc cửa sổ, Cheryl quyết định đi vào trong rừng để tìm hiểu những thế lực lạ, thật không may cô đã bị những cành cây trong rừng hãm hiếp, cô chạy thoát về cabin với đầy vết thương trên người. Quá hoảng loạn Ash đã đồng ý đưa cô trở lại thị trấn, nhưng chiếc cầu duy nhất dẫn ra con đường mòn đã bị phá hủy, nhóm bạn chợt nhận ra rằng họ đã bị ngăn cản bởi những thế lực ma quỷ trong khu rừng sâu thẳm và không ai trong số họ có thể trở về an toàn.

## Hậu trường
Evil Dead được quay ở một số địa điểm khác nhau, nhưng nhưng những cảnh quay chính tại cabin kéo dài hơn 7 tuần là tại Morristown, bang Tennessee từ tháng 11/1979 - 1/1980, sau đó từ tháng 1/1980 - 11/1980 là một số cảnh quay bổ sung quanh khu vực Detroi và Michigan.
Vùng đất mà cabin từng đặt là một phần trong khu vực rộng lớn hiện thuộc sở hữu của một người đàn ông địa phương tên là Thomas, mảnh đất này do cha ông mua lại từ năm 1896, bản thân cabin được dựng vào cuối những năm 1960 bởi Thomas và người anh trai của ông, được sử dụng làm cabin săn bắn, ban đầu nó có diện tích nhỏ hơn như ta thấy ở trên phim, phòng chính là để ăn và ngủ, còn phòng bên là dành cho săn bắn và kéo lông thú. Họ cũng sử dụng nó để ủ rượu ngô mang bán trong suốt mùa đông nếu việc săn bắn không thu được gì.
Nhà sản xuất Gary Holt đã thu xếp việc thuê lại cabin cho đoàn làm phim vào tháng 11 năm 1979, yêu cầu duy nhất là họ phải trả lại hiện trạng ban đầu cho cabin sau khi bộ phim hoàn thành. Vào thời điểm đó cabin chỉ sử dụng vào mùa săn bắn, sau đó nó được bỏ không và Thomas đơn thuần cũng chỉ xem họ như những người thuê mặt bằng của mình để làm việc, ông rời mọi thứ đi trước tháng 9 sau đó, ông cũng chưa bao giờ tới thăm đoàn làm phim trong quá trình họ quay, ông ấy đơn giản chỉ muốn một khoản tiền hậu hĩnh. Ngay sau đó đoàn làm phim đã tiến hành dựng thêm một số dãy cabin phụ để mở rộng phim trường, trong quá trình quay cabin đã trở thành nơi thu hút những người dân hiếu kỳ. Cuối cùng vào khoảng cuối tháng 4 năm 1982 cabin đã bị đốt cháy, những chai rượu đã được tìm thấy tại hiện trường, nhưng không rõ ai là thủ phạm.
Thomas và gia đình đã phá nát phần còn lại chỉ giữ lại chiếc ống khói lò sưởi bằng gạch cũ với hy vọng có thể xây dựng lại nó hoặc sử dụng làm lò sưởi ngoài trời khi cắm trại, một số mảng gỗ đã được sử dụng làm hàng rào ngăn những người xâm phạm hiện vẫn còn thấy ở nối vào cabin. Thomas không hề nghĩ rằng cabin lại trở lên nổi tiếng ngay sau khi bộ phim được phát hành và khó chịu khi thường xuyên bị quấy rầy bởi những kẻ xâm phạm vào cabin, đã nhiều lần ông phải hộ tống những vị khách không mời bằng khẩu súng săn trên tay như cảnh báo những ai có ý định xâm phạm vào trang trại, ông cũng không có ý định tái dựng lại cabin như một điểm thu hút khách du lịch để kiếm lời mà chỉ muốn trả lại vẻ ban đầu của nó.
Bản thân diễn viên Bruce Campbell cũng đã trở lại cabin 6 tháng sau khi bộ phim đóng máy vào năm 1980, lúc đó cabin vẫn còn nguyên vẹn, 2 năm sau nó đã bị thiêu rụi, bằng chứng duy nhất về sự tồn tại của nó giờ đây là cột ống khói bằng đá và một lượng lớn mái tôn rỉ sét, tuy nhiên hiện nay chiếc ống khói chỉ còn lại rất thấp và có khả năng biến mất bởi một lượng lớn những người xâm nhập đã đến và mang đi những viên gạch để làm kỷ niệm, vào năm 2011 một cơn bão lớn đã quất đổ gốc cây bên phải đối diện cabin ta từng thấy trên phim.
Nếu có dịp đến đây vào thời điểm mùa đông lụi tàn, tán lá lại rụng, cùng với mùa mà đoàn làm phim Evil Dead đã từng quay, bạn sẽ có được trải nghiệm chân thực về khu vực này, nhưng trước hết bạn lên cân nhắc, nó có thể nguy hiểm bởi đây là tài sản sở hữu cá nhân, ngay trước nối vào khá khuất từ con đường mòn có dòng chữ "Không xâm phạm".

## Khu vực quay phim
- Khu vực ô tô chạy trên con đường mòn ở đầu phim:

36.400995,-83.460126 
- Vị trí chiếc cầu ở đầu phim:

35.955621,-83.117054  (chiếc cầu này đã bị phá bỏ nhưng vẫn giữ được một trụ cầu ở giữa sông, chiếc cầu thực tế không gần cabin như trong phim mà ở một địa điểm khác xa hơn).
- Khu vực dẫn vào Cabin:

36.222664,-83.376538  (hoặc 2321 Inman Bend rd Morristown, TN 37814)
bắt đầu từ nối cổng vào khuất những tán lá bạn đi sâu vào trong 200 m là đến vị trí Cabin.

## Diễn viên
- Bruce Campbell vai Ash Williams
- Ellen Sandweiss vai Cheryl Williams
- Hal Delrich vai Scott
- Betsy Baker vai Linda
- Sarah York vai Shelly